# كشافة ليبيريا
كشافة ليبيريا هي المنظمة الكشفية الوطنية في ليبيريا، تأسست في عام 1922، وأصبحت عضوا في المنظمة العالمية للحركة الكشفية في عام 1965. كشافة ليبيريا للصبيان فقط يوجد بها 2418 عضو اعتبارا من عام 2004.
في عام 1975، ايميت هارمون (1913-؟)، وهو ليبيري بارز، حصل على وسام الذئب البرونزي للتمييز وهو الوسام الوحيد الذي يعطى من قبل المنظمة العالمية للحركة الكشفية، و تمنحها اللجنة الكشفية العالمية للخدمات الاستثنائية للحركة الكشفية.
تركز برامج كشافة ليبيريا على كرامة العمل وعلى توجيه الأولاد إلى اكتشاف الذات.
تحتفل ليبيريا بالأسبوع الكشفي السنوي في أواخر شهر مايو من كل عام.